# Portal Tomb von Muntermellan

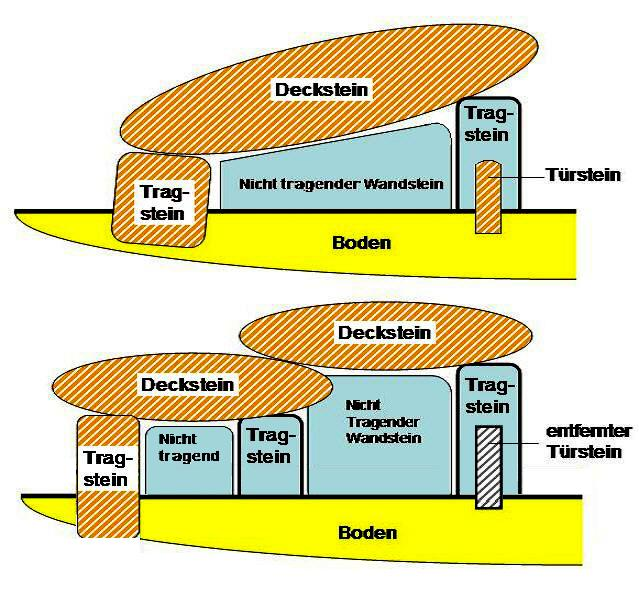
Schema irischer Portal Tombarten

Das Portal Tomb von Muntermellan (Dg. 102 - irisch Muintir Mhealláin; auch The Dane’s Cove oder Diarmuid/Dermot and Grania’s Bed genannt) liegt bei Dunfanaghy im County Donegal in Irland, zwischen felsigen Bergrücken mit Blick auf Dunfanaghy und über Errigal- und Muckish Mountain, nördlich einer Bucht der Sheephaven Bay. Als Portal Tombs werden Megalithanlagen auf den Britischen Inseln bezeichnet, bei denen zwei gleich hohe, aufrecht stehende Steine mit einem Türstein dazwischen, die Vorderseite einer Kammer bilden, die mit einem zum Teil gewaltigen Deckstein bedeckt ist.
Zwischen den beiden aufrecht stehenden 2,5 Meter hohen Portalsteinen ist ein kleiner Türstein erhalten, der die Kammer verschloss. Die Seiten und die Rückseite werden durch Einzelplatten gebildet – eine ist über 3 Meter lang. Eine Decksteinhälfte ruht horizontal auf zweien der Tragsteine (einer ist versetzt). Die andere, etwas größere Hälfte, lehnt schräg gegen den westlichen Portalstein. Ein Teil des Cairns ist erhalten.
In der Nähe liegen die Megalithanlagen Errarooey Beg (Oirear Dhomhaí Beag), Greenhill und Ballymore Lower.